# تاج الملوك (طعام)
تاج الملوك هو حلوى جزائرية. يتكون من عجينة سابلي محشوة بالفواكه الجافة ثم تُغمر في شراب من العسل المنكّه بالقرفة أو الليمون أو ماء الزهر أو ماء الورد أو الفانيليا، مما يجعلها لذيذة في الفم. تتطلب هذه الحلوى صبرًا ومهارة لتحضيرها بشكل مثالي.

## الأصل وأصل الكلمة اللغوي
تعتبر هذه الحلوى إرثًا من مملكة الجزائر، ولذلك تحمل شكلها واسمها: تاج الملوك، الذي يعني "تاج السلطان" باللغة العربية.

## الملاحظات والمراجع
قالب:Palette